# Le Don Juan de Mozart
Pour les articles homonymes, voir Don Juan (homonymie).
Le Don Juan de Mozart de Pierre Jean Jouve est paru initialement en 1942.
En 1942, après plusieurs écritures, Jouve publie Le Don Juan de Mozart qu'il dédie à la mémoire de Fernand Drogoul, l'ami musicien qui l'avait aidé à déchiffrer la partition, tué pendant les bombardements de 1940. L'étude de Jouve mêle une lecture très précise de la partition de l'opéra Don Giovanni de Mozart et une interprétation qui bénéficie de la connaissance qu'il a de l'œuvre de Freud et de la pulsion de mort.

## Éditions
- Le Don Juan de Mozart, éditions de l'Université de Fribourg, L.U.F., W. Egloff, 1942.
- Le Don Juan de Mozart, Plon, 1968.
- Le Don Juan de Mozart, Christian Bourgois, 1993.